# Sebastián Cejas
Christián Sebastián Cejas (Gualeguay, 21 aprile 1975) è un allenatore di calcio ed ex calciatore argentino, di ruolo portiere.

## Carriera
Cresce nella squadra argentina Newell's Old Boys, con la quale dal 1994-95, stagione di esordio in prima squadra, al 2000-01, colleziona 170 presenze, segnando pure 6 gol. In seguito passa alla Roma per 750000 $, dove rimane senza giocare sino a gennaio, quando viene ceduto in prestito al Siena, in Serie B, dove gioca 17 partite. Successivamente la Roma, proprietaria del cartellino, lo cede in comproprietà alla squadra neo-promossa in serie B Ascoli (che riscatterà anche l'altra metà del cartellino), dove rimane una stagione giocando 35 partite e segnando addirittura un gol su rigore in una partita giocata dall'Ascoli in casa contro il Catania il giorno 5 aprile del 2004
Nell'agosto 2003 passa all'ambiziosa Fiorentina per 500000 €, neopromossa in B che cerca il riscatto dopo il fallimento finanziario ottenuto due estati prima che la aveva costretta a ricominciare dalla serie C2. Con la squadra viola gioca tutto il campionato di B, scalzando il titolare della C2 Andrea Ivan e contribuendo in modo decisivo alla promozione, ottenuta dopo lo spareggio. All'inizio della stagione, dopo 3 gare di Coppa Italia si infortuna seriamente e viene sostituito da Lupatelli.
In seguito litigherà con la dirigenza e verrà retrocesso a terzo portiere. Quando Zoff subentra in panchina a Buso, decide di rimettere in sella il portiere argentino. Cejas segna nei rigori contro la Roma in Coppa Italia, ma non riesce ad evitare l'eliminazione. Nella squadra viola gioca 52 partite, esordendo in Serie A il 20 marzo 2005 contro l'Inter (gara vinta dai nerazzurri per 3 a 2). Nella gara col Chievo Cejas tornerà in panchina concludendo di fatto la sua esperienza in viola. Il 25 gennaio del 2006, la Fiorentina acquista il portiere Gianluca Berti dall'Empoli in cambio di Cejas. Cejas gioca solo sei gare con l'Empoli prima di chiedere al club di rescindere il suo contratto, in seguito alla decisione della società di escluderlo dalla prima squadra.
Dopo che il Colo-Colo vinse il campionato di Apertura 2006 del Cile, il loro portiere Claudio Bravo, si trasferì nella Liga spagnola, al Real Sociedad. Il Colo-Colo ingaggiò quindi Cejas, che è anche apparso nella Copa Sudamericana 2006 con tale club. In seguito però Cejas decide di ritornare in Argentina e sceglie la squadra del Gymnasia La Plata. Il 22 febbraio 2009 torna in Italia poiché viene ingaggiato dal Pisa, dove indossa la maglia n° 19. Al termine della stagione rimane svincolato a causa del fallimento della squadra toscana.
Chiude la sua carriera in patria nel Chacarita Juniors.
Dal 2013 è stato direttore sportivo e  fino al 2016 il preparatore dei portieri del Newell's, dal 2018 è stato preparatore dei portieri del Velez Sarsfield ,dal 2024 allena Ac Sportivo